# Лудия шапкар
Лудия шапкар (на английски: Mad Hatter) е измислен герой от комиксите за „Батман“, публикувани от ДиСи Комикс. Той е създаден по модела на Шапкаря от книгата на Луис Карол - „Алиса в Страната на чудесата“ и прави своя дебют в „Батман“ бр. 49 през октомври 1948 г. Както други врагове на Батман, той става по-мрачен персонаж в последните години.